# محوطه کهنه قبرستان
محوطه کهنه قبرستان مربوط به هزاره سوم و ۲ قبل از میلاد است و در شهرستان مراغه، بخش مرکزی، دهستان سراجوی شمالی، روستای قرطاول واقع شده و این اثر در تاریخ ۲۷ اسفند ۱۳۸۶ با شمارهٔ ثبت ۲۲۵۴۵ به‌عنوان یکی از آثار ملی ایران به ثبت رسیده است.